# La Salvetat de Peiralés
La Salvetat de Peiralés (en francès La Salvetat-Peyralès) és un municipi francès situat al departament de l'Avairon i a la regió d'Occitània.

## Demografia
| 1962                                       | 1968  | 1975  | 1982  | 1990  | 1999  | 2006  |
| ------------------------------------------ | ----- | ----- | ----- | ----- | ----- | ----- |
| 1.484                                      | 1.672 | 1.478 | 1.311 | 1.162 | 1.062 | 1.067 |
| Des de 1962: població sense dobles comptes |       |       |       |       |       |       |

## Administració
| Període   | Identitat       | Partit |
| --------- | --------------- | ------ |
| 2001-2008 | Gilles Juillard | PS     |
| 2008-     | René Miquel     |        |